# Ladislas Landowski
Pour les articles homonymes, voir Landowski.
Ladislas Vincent Landowski, né à Montpellier le 8 octobre 1867, mort dans le 16e arrondissement de Paris le 8 février 1954 , est un docteur en médecine français.

## Biographie
Ladislas Vincent est le fils de Édouard Landowski, docteur en médecine, et de Marie Januszkiewicz.
Après le décès de sa mère, son père l'emmène à Paris ou ils emménagent, Rue Chaptal.
En mai 1873, son grand-père meurt à Paris. La même année, son père épouse en secondes noces Julie Henriette Vieuxtemps, la fille du violoniste et compositeur Henri Vieuxtemps.
Cette union donne à Ladislas, une large fratrie : Henri, Paul, Joseph et Franciszka.
En 1882, le couple parental contracte à Alger une maladie, Julie Vieuxtemps meurt le 28 octobre, son père Édouard le 6 novembre 1882. 
Les cinq enfants sont rapatriés en France. Ils seront élevés par leur oncle Paul, jusqu'à la mort de ce dernier, en avril 1894.
Il est Médecin Major de 2e classe de l'armée territoriale au 11e corps d'armée.
Il est le médecin généraliste de Madame Proust.

## Distinctions
- Commandeur de la Légion d'honneur
- Croix de guerre